# روبيرتو غوميز بيدروسا
روبيرتو غوميز بيدروسا (بالبرتغالية: Roberto Gomes Pedrosa‏) الشهير باسم بيدروسا (8 يونيو 1913 - 6 يناير 1954) لاعب كرة قدم برازيلي راحل كان يجيد اللعب في خط حراسة المرمى.
لعب طوال مسيرته الرياضية في أندية بوتافوغو (1930-1934) باوليستا (1935-1937) ساو باولو (1938-1939).
مثل منتخب البرازيل في مباراتين (1934). شارك مع منتخب البرازيل في بطولة كأس العالم 1934 في إيطاليا حيث خرج من الدور الثمن النهائي.

## وصلات خارجية
- روبيرتو غوميز بيدروسا على موقع الاتحاد الدولي (مؤرشف)  (الإنجليزية)
- روبيرتو غوميز بيدروسا على موقع قاعدة بيانات كرة القدم.إي يو (الإنجليزية)
- روبيرتو غوميز بيدروسا على موقع ناشيونال فوتبول تيمز (الإنجليزية)
- روبيرتو غوميز بيدروسا على موقع Soccerway.com (الإنجليزية)
- روبيرتو غوميز بيدروسا على موقع عالم كرة القدم.نت (الإنجليزية)
- سيرة ذاتية